# Fussballclub Breitenrain 2017-2018
Questa voce raccoglie le informazioni riguardanti il Fussballclub Breitenrain nelle competizioni ufficiali della stagione 2017-2018.

## Stagione
Nella stagione 2017-2018 il Breitenrain, allenato da Gian-Luca Privitelli, concluse il campionato di Promotion League al 9º posto.

## Rosa
| N. |                     | Ruolo | Calciatore           |
| -- | ------------------- | ----- | -------------------- |
| 6  | Svizzera (bandiera) | C     | Cristian Schwab      |
| 10 | Svizzera (bandiera) | C     | Davide de Giorgi     |
|    | Italia (bandiera)   | P     | Tommaso del Percio   |
|    | Svizzera (bandiera) | P     | Leonard Kiener       |
|    | Svizzera (bandiera) | P     | Diego Schaad         |
|    | Svizzera (bandiera) | P     | Nicolas Schittenhelm |
|    | Svizzera (bandiera) | P     | Noah Schwengeler     |
|    | Italia (bandiera)   | P     | Vincenzo Tinnirello  |
|    | Italia (bandiera)   | D     | Fabio Donato         |
|    | Svizzera (bandiera) | D     | Cédric Frey          |
|    | Svizzera (bandiera) | D     | Sandro Galli         |
|    | Svizzera (bandiera) | D     | Marco Hurter         |
|    | Svizzera (bandiera) | D     | Nicolas Kehrli       |
|    | Svizzera (bandiera) | D     | Raphaël Kehrli       |

| N. |                       | Ruolo | Calciatore           |
| -- | --------------------- | ----- | -------------------- |
|    | Svizzera (bandiera)   | D     | Loris Lüthi          |
|    | Svizzera (bandiera)   | D     | Andreas Schmid       |
|    | Svizzera (bandiera)   | C     | Eric Briner          |
|    | Turchia (bandiera)    | C     | Enes Ciftci          |
|    | Svizzera (bandiera)   | C     | Edis Colic           |
|    | Svizzera (bandiera)   | C     | Severin Freiburghaus |
|    | Svizzera (bandiera)   | C     | Moritz Hischier      |
|    | Svizzera (bandiera)   | C     | Andri Rüegsegger     |
|    | Svizzera (bandiera)   | C     | Fabian Stoller       |
|    | Svizzera (bandiera)   | C     | Mirson Volina        |
|    | Svizzera (bandiera)   | A     | Anto Franjic         |
|    | Svizzera (bandiera)   | A     | Artian Kastrati      |
|    | Croazia (bandiera)    | A     | Miroslav Konopek     |
|    | Montenegro (bandiera) | A     | Dino Rebronja        |

## Organigramma societario
Area tecnica
- Allenatore: Gian-Luca Privitelli
- Allenatore in seconda: Andreas Bachofner, Raphaël Kehrli
- Preparatore dei portieri:
- Preparatori atletici:

## Calciomercato

### Sessione estiva
| Acquisti | Acquisti          | Acquisti             | Acquisti |
| R.       | Nome              | da                   | Modalità |
| -------- | ----------------- | -------------------- | -------- |
| C        | Henry Acosta      | Köniz                |          |
| C        | Enes Ciftci       | Young Boys II        |          |
| D        | Dominique Feldner | Naters               |          |
| C        | Moritz Hischier   | Thun Berner Oberland |          |
| C        | Fabian Stoller    | Düdingen             |          |

| Cessioni | Cessioni      | Cessioni             | Cessioni |
| R.       | Nome          | a                    | Modalità |
| -------- | ------------- | -------------------- | -------- |
| A        | Yann Kasai    | Young Boys II        |          |
| C        | Shpëtim Arifi | FC Solothurn         |          |
| A        | Nuno Da Silva | Thun Berner Oberland |          |

### Sessione invernale
| Acquisti | Acquisti   | Acquisti      | Acquisti |
| R.       | Nome       | da            | Modalità |
| -------- | ---------- | ------------- | -------- |
| A        | Yann Kasai | Young Boys II |          |

| Cessioni | Cessioni           | Cessioni          | Cessioni |
| R.       | Nome               | a                 | Modalità |
| -------- | ------------------ | ----------------- | -------- |
| C        | Henry Acosta       | Naters            |          |
| D        | Dominique Feldner  | Naters            |          |
| A        | Roberto Zingarelli | La Chaux-de-Fonds |          |

## Risultati

### Promotion League
| Arbitro: | Turkes |

|            |           |  |
| Acosta 22’ | Marcatori |  |

| Arbitro: | Dégallier |

|                                         |           |  |
| Wüthrich 25’ Adjei 42’ Kasaï 77’ (rig.) | Marcatori |  |

| Arbitro: | Bosnic |

|                                |           |                                          |
| Franjic 9’, 48’, 89’ Lüthi 90’ | Marcatori | 22’ Mejri 37’ Ndongo 57’, 90’ (rig.) Kok |

| Arbitro: | Schärli |

|                    |           |             |
| Akbulut 67’ (rig.) | Marcatori | 19’ Franjic |

| Arbitro: | Ljatifi |

|                             |           |           |
| Franjic 1’, 63’, 72’ (rig.) | Marcatori | 59’ Rauti |

| Arbitro: | Superczynski |

|                          |           |             |
| Pagliuca 20’ Zumberi 29’ | Marcatori | 31’ Franjic |

| Arbitro: | Gianforte |

|                                         |           |             |
| Briner 17’ Franjic 32’ (rig.) Lüthi 77’ | Marcatori | 38’ Pimenta |

| Arbitro: | Morais |

|                                                        |           |  |
| Rafhinha 12’ Riedle 52’, 56’ Šabanović 75’ Karrica 90’ | Marcatori |  |

| Arbitro: | Wolfensberger |

|                      |           |           |
| Lüthi 62’ Kehrli 90’ | Marcatori | 29’ Huvos |

| Arbitro: | Turkes |

|                  |           |  |
| Chihadeh 5’, 64’ | Marcatori |  |

| Arbitro: | Wolfensberger |

|            |           |  |
| Ciftci 76’ | Marcatori |  |

| Arbitro: | Roth |

|                           |           |                                              |
| Miljković 24’ Tavares 86’ | Marcatori | 55’, 76’, 84’ Franjic 89’ Hurter 90’ Konopek |

| Arbitro: | Tschudi |

|                        |           |                       |
| Schwab 60’ Konopek 89’ | Marcatori | 16’ Herger 78’ Giampà |

| Arbitro: | Cibelli |

|                       |           |                          |
| Feldner 62’ Colic 80’ | Marcatori | 73’ Pacheco 88’ Manzambi |

| Arbitro: | Staubli |

|                                                               |           |                                  |
| Villano 19’ Causi 29’, 41’ (rig.), 48’ Cecchini 87’ Laski 90’ | Marcatori | 56’ (rig.), 67’ Colic 88’ Acosta |

#### Girone di ritorno
| Arbitro: | Ghisletta |

|  |           |                           |
|  | Marcatori | 25’, 87’ Acosta 44’ Galli |

| Arbitro: | Rothenfluh |

|                                  |           |                   |
| Konopek 13’ Colic 25’ Ciftci 50’ | Marcatori | 25’ Grossenbacher |

| Arbitro: | Gianforte |

|              |           |  |
| Lahiouel 75’ | Marcatori |  |

| Arbitro: | Bosnic |

|                             |           |                          |
| Franjic 20’ Ciftci 35’, 65’ | Marcatori | 34’ Rietmann 76’ Akbulut |

| Arbitro: | Ghisletta |

|                                              |           |            |
| Mahamat 64’ Rushenguziminega 90’ (rig.), 90’ | Marcatori | 60’ Volina |

| Arbitro: | von Mandach |

|                               |           |                       |
| Franjic 46’ (rig.) Briner 67’ | Marcatori | 4’ Kouamé 37’ Kryeziu |

| Arbitro: | Jancevski |

|             |           |  |
| Alvarez 18’ | Marcatori |  |

| Arbitro: | Dégallier |

|             |           |                         |
| Franjic 21’ | Marcatori | 49’ Bozic 90’ Šabanović |

| Arbitro: | Gianforte |

|              |           |  |
| Makshana 31’ | Marcatori |  |

| Arbitro: | Hänggi |

|  |           |                        |
|  | Marcatori | 16’ Siegrist 90’ Urtic |

| Arbitro: | Staubli |

|                                                      |           |                  |
| Tall 10’ Fargues 20’, 22’ Kok 54’ Patrick 81’ (rig.) | Marcatori | 78’ (rig.) Colic |

| Arbitro: | Rosset |

|                                                        |           |            |
| Colic 19’ Franjic 28’ Konopek 34’, 44’ Kehrli 53’, 79’ | Marcatori | 65’ Nsiala |

| Arbitro: | Borra |

|                                          |           |  |
| Jakovljević 23’ Müller 81’ Keranovic 87’ | Marcatori |  |

| Arbitro: | Turkes |

|                       |           |                      |
| Bislimi 11’ Pepsi 76’ | Marcatori | 66’ Frey 88’ Konopek |

| Arbitro: | Huber |

|                                              |           |                                     |
| Colic 2’ Lüthi 8’, 53’ Konopek 16’, 50’, 77’ | Marcatori | 37’ Salija 62’ Cecchini 84’ Colocci |

## Statistiche

### Statistiche di squadra
| Competizione     | Punti | In casa | In casa | In casa | In casa | In casa | In casa | In trasferta | In trasferta | In trasferta | In trasferta | In trasferta | In trasferta | Totale | Totale | Totale | Totale | Totale | Totale | DR |
| Competizione     | Punti | G       | V       | N       | P       | Gf      | Gs      | G            | V            | N            | P            | Gf           | Gs           | G      | V      | N      | P      | Gf     | Gs     | DR |
| ---------------- | ----- | ------- | ------- | ------- | ------- | ------- | ------- | ------------ | ------------ | ------------ | ------------ | ------------ | ------------ | ------ | ------ | ------ | ------ | ------ | ------ | -- |
| Promotion League | 39    | 15      | 9       | 4       | 2       | 39      | 24      | 15           | 2            | 2            | 11           | 17           | 37           | 30     | 11     | 6      | 13     | 56     | 61     | -5 |
| Totale           | 39    | 15      | 9       | 4       | 2       | 39      | 24      | 15           | 2            | 2            | 11           | 17           | 37           | 30     | 11     | 6      | 13     | 56     | 61     | -5 |

### Andamento in campionato
| Giornata  | 1 | 2  | 3  | 4 | 5 | 6 | 7 | 8 | 9 | 10 | 11 | 12 | 13 | 14 | 15 | 16 | 17 | 18 | 19 | 20 | 21 | 22 | 23 | 24 | 25 | 26 | 27 | 28 | 29 | 30 |
| --------- | - | -- | -- | - | - | - | - | - | - | -- | -- | -- | -- | -- | -- | -- | -- | -- | -- | -- | -- | -- | -- | -- | -- | -- | -- | -- | -- | -- |
| Luogo     | C | T  | C  | T | C | T | C | T | C | T  | C  | T  | C  | C  | T  | T  | C  | T  | C  | T  | C  | T  | C  | T  | C  | T  | C  | T  | T  | C  |
| Risultato | V | P  | N  | N | V | P | V | P | V | P  | V  | V  | N  | N  | P  | V  | V  | P  | V  | P  | N  | P  | P  | P  | P  | P  | V  | P  | N  | V  |
| Posizione | 5 | 11 | 11 | 9 | 6 | 9 | 7 | 7 | 5 | 6  | 5  | 5  | 5  | 5  | 7  | 5  | 4  | 4  | 4  | 4  | 6  | 7  | 8  | 8  | 11 | 12 | 10 | 12 | 12 | 9  |

Legenda:

Luogo: C = Casa; T = Trasferta. Risultato: V = Vittoria; N = Pareggio; P = Sconfitta.

### Statistiche dei giocatori
| H. Acosta       | 16 | 4  | 2 | 0 |
| E. Briner       | 24 | 2  | 1 | 0 |
| E. Ciftci       | 17 | 4  | 0 | 0 |
| E. Colic        | 29 | 7  | 3 | 0 |
| F. Donato       | 18 | 0  | 1 | 0 |
| D. Feldner      | 6  | 1  | 2 | 0 |
| A. Franjic      | 22 | 16 | 2 | 0 |
| S. Freiburghaus | 23 | 0  | 2 | 0 |
| C. Frey         | 2  | 1  | 0 | 0 |
| S. Galli        | 15 | 1  | 4 | 0 |
| M. Hischier     | 9  | 0  | 0 | 0 |
| M. Hurter       | 25 | 1  | 2 | 0 |
| Y. Kasai        | 5  | 0  | 0 | 0 |
| A. Kastrati     | 4  | 0  | 0 | 0 |
| N. Kehrli       | 13 | 2  | 3 | 0 |
| R. Kehrli       | 16 | 1  | 1 | 0 |
| L. Kiener       | 18 | 0  | 1 | 0 |
| M. Konopek      | 25 | 9  | 2 | 0 |
| L. Lüthi        | 30 | 5  | 1 | 0 |
| T. Percio       | 0  | 0  | 0 | 0 |
| D. Rebronja     | 8  | 0  | 1 | 0 |
| A. Rüegsegger   | 0  | 0  | 0 | 0 |
| D. Schaad       | 5  | 0  | 0 | 0 |
| N. Schittenhelm | 7  | 0  | 0 | 0 |
| A. Schmid       | 0  | 0  | 0 | 0 |
| C. Schwab       | 26 | 1  | 4 | 0 |
| N. Schwengeler  | 0  | 0  | 0 | 0 |
| F. Stoller      | 27 | 0  | 3 | 0 |
| V. Tinnirello   | 0  | 0  | 0 | 0 |
| M. Volina       | 13 | 1  | 0 | 0 |
| R. Zingarelli   | 10 | 0  | 0 | 0 |
| D. de Giorgi    | 1  | 0  | 0 | 0 |